# Aleksandra Kałucka
Pour les articles homonymes, voir Kałucka.
Aleksandra Kałucka, née le 25 décembre 2001 à Tarnów, est une grimpeuse  polonaise spécialisée dans l'escalade de vitesse. Elle remporte la médaille de bronze aux Jeux olympiques d'été de 2024 dans l'épreuve d'escalade de vitesse. Kałucka a également participé aux championnats d'Europe d'escalade 2022, remportant la médaille d'argent dans l'épreuve de vitesse. Elle est la sœur jumelle de Natalia Kałucka.